# チャーリィ湯谷
チャーリィ湯谷（-ゆたに、1941年3月12日 - ）（本名、湯谷 治）は日本のファッションモデル、俳優。デペッシュ所属。

## おもな出演

### テレビドラマ
- 火曜サスペンス劇場・朝まで待てない（1983年） - 松岡
- さすらい刑事旅情編III 第4話「さいはてオホーツク・過去から逃げる女」（1990年）
- 約束の夏（1992年） - マスター
- 金田一少年の事件簿（1995年） - 美作大介
- はるちゃん（1996年） - 黒木洋太郎
- ウルトラマンメビウス（2006年） - カザマ・シロウ（マリナの祖父）
- 夢路 第4回「この道の先には、負けられない闘いが待っている」（2007年、TBS）

### スポーツ番組
- 勝抜き腕相撲（1975年 - 1977年・1983年 - 1984年、東京12チャンネル→テレビ東京） - レフェリー

### 映画
- RAMPO（1995年）
- Long Distance（2003年） - 湯谷
- OLD RIDER（2004年） - 神谷治
- 腐女子彼女。（2009年）